# Pedro Sucías Aparicio

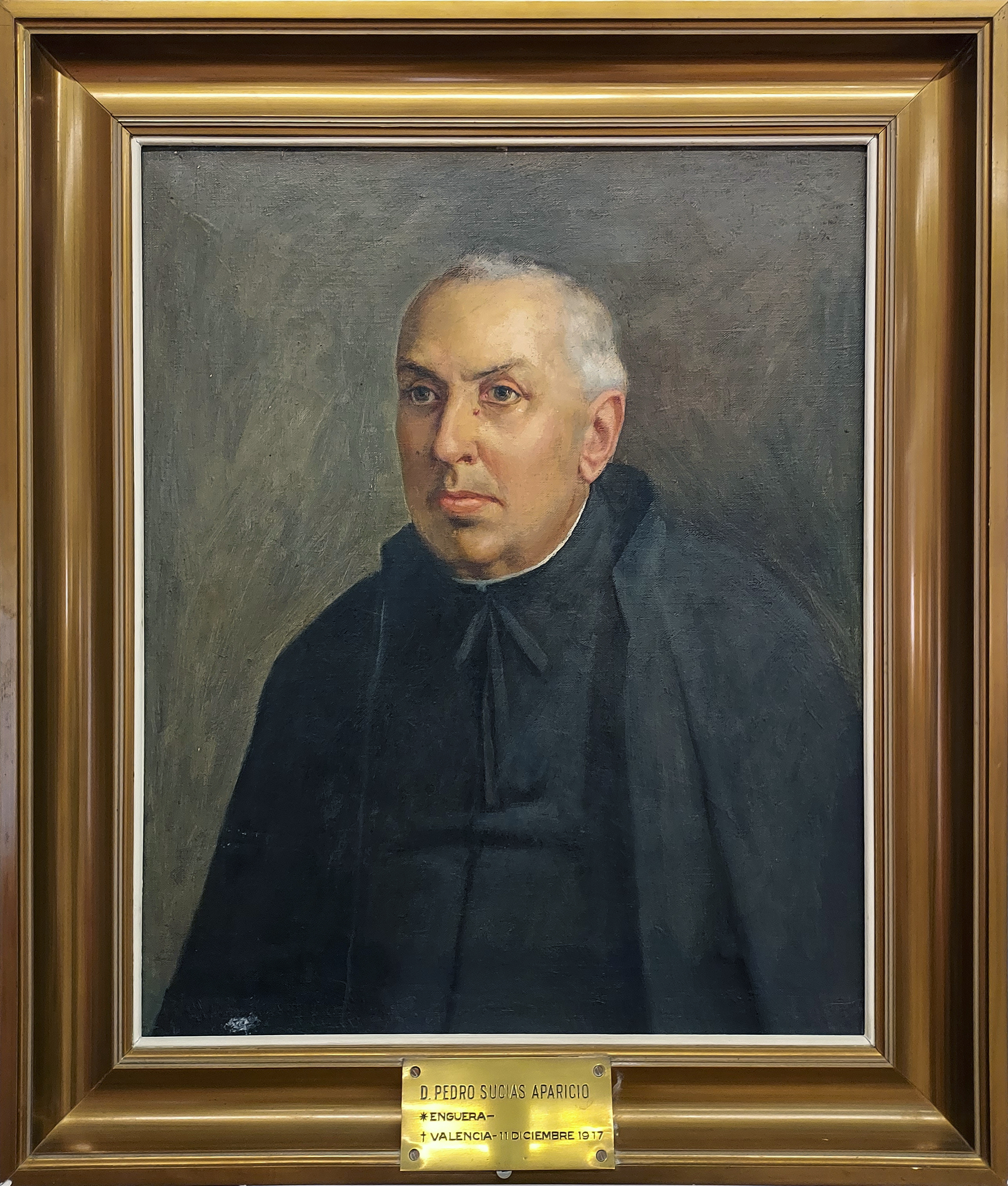
Retrato de Pedro Sucias Aparicio. Salón de plenos del ayuntamiento de Enguera, Valencia (España).

Pedro Sucías Aparicio (Enguera, 1844-Valencia, 1917) fue un eclesiástico e historiador valenciano, que destacó por la amplitud de sus investigaciones históricas, desde la arqueología hasta el trabajo en diferentes archivos parroquiales del territorio valenciano, muchos de los cuales fueron destruidos durante los primeros momentos de la Guerra Civil (1936). También se interesó por el riquísimo folclore de la ruralía valenciana. Dejó muchas obras inéditas, algunas de las cuales incluyen dibujos y croquis, y las donó al Archivo Municipal de Valencia, donde se pueden consultar actualmente; cabe destacar que la importancia y la utilidad de algunos de sus escritos radica en la desaparición de las fuentes eclesiásticas originales que consultó. 

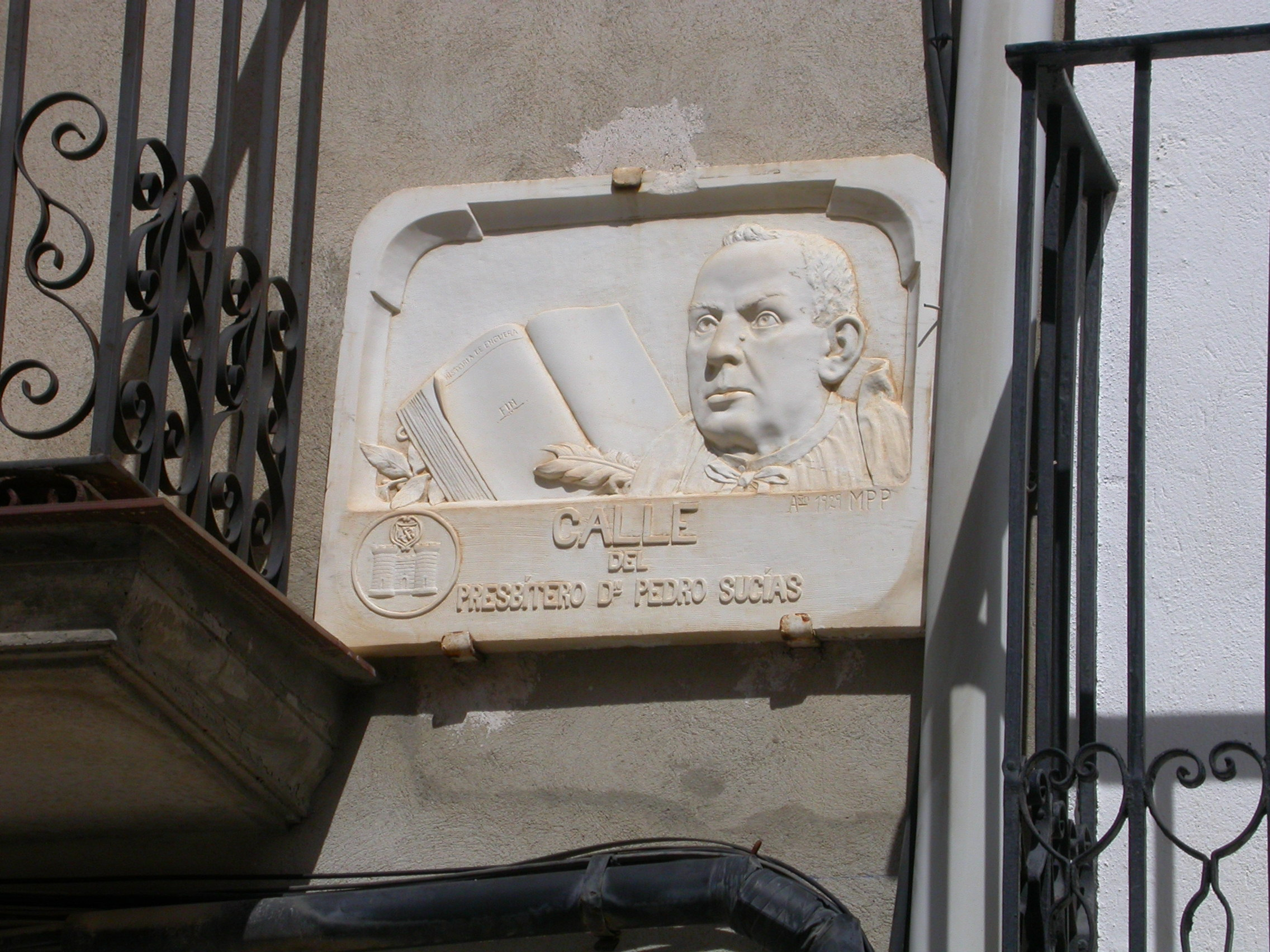
Placa dedicada a Pedro Sucías en la calle que lleva su nombre en Enguera (Valencia). Pueblo del que era natural.

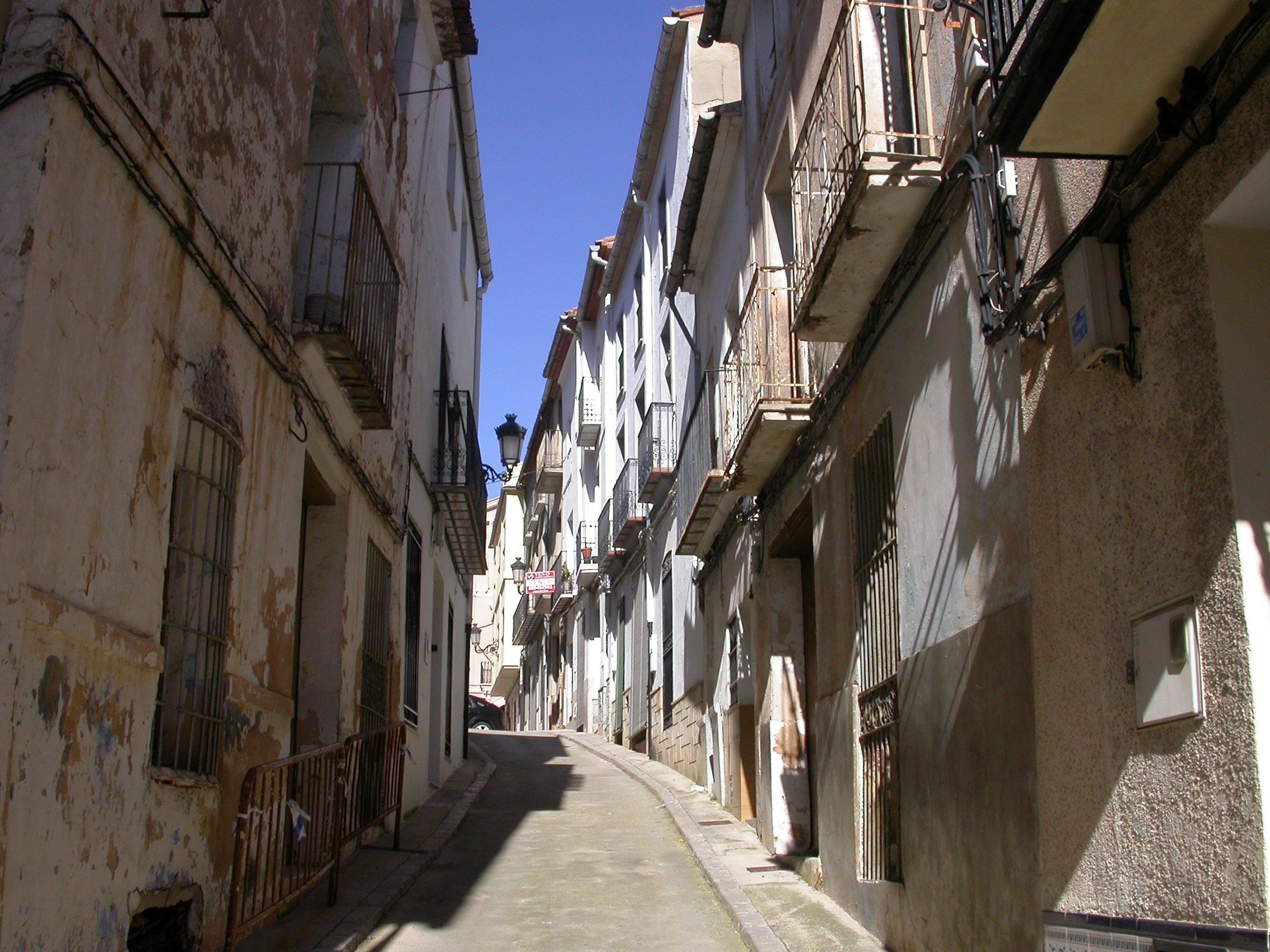
Calle dedicada a Pedro Sucías en su localidad natal, Enguera (Valencia, España)

## Obras inéditas
- Apuntas históricos de la villa de Enguera
- Historia de Enguera y de los pueblos de su distrito
- Notas útiles para escribir la historia de la Catedral de Valencia
- Notas útiles para la historia del reino de Valencia (hacia el 1910)
- Monografías de case todos los pueblos de Valencia
- Anales históricos de Valencia
- Justificantes de la Historia de Valencia
- Historia de Villanueva de Castellón

## Obra publicada

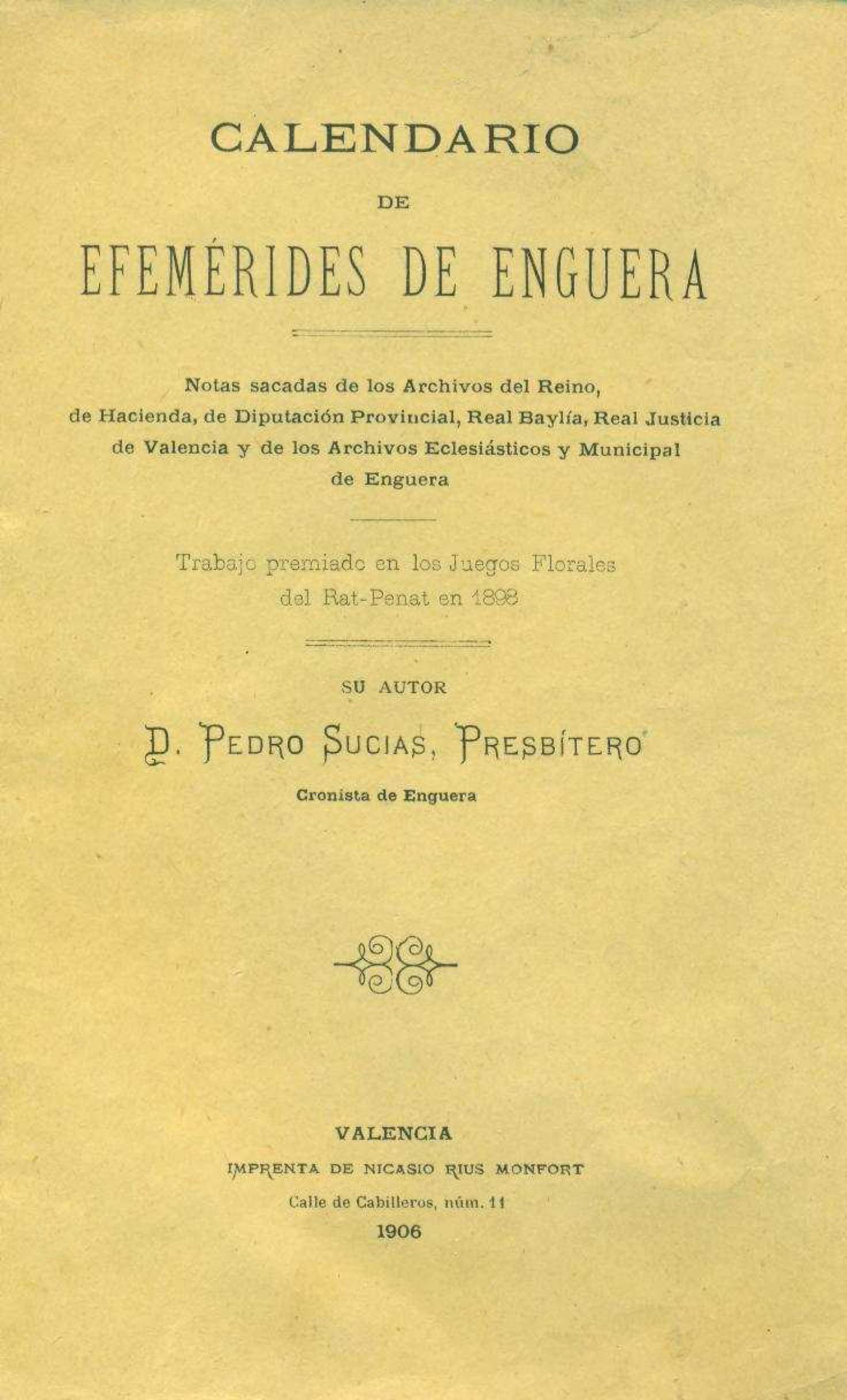
Portada del libro «Calendario de Efemérides de Enguera», obra de Pedro Sucías (1906). Este libro fue premiado en los juegos florales de «Lo Rat Penat» en 1898.

- Efemérides de Enguera (1906) Portada del libro «Calendario de Efemérides de Enguera», obra de Pedro Sucías (1906). Este libro fue premiado en los juegos florales de «Lo Rat Penat» en 1898.